# Maciej Pilitowski
Maciej Pilitowski (* 27. Oktober 1990 in Ciechanów) ist ein polnischer Handballspieler.

## Karriere

### Verein
Maciej Pilitowski lernte das Handballspielen in seiner Heimatstadt bei Jurand Ciechanów sowie bei SMS Gdańsk. In der ersten polnischen Liga lief der 1,88 m große mittlere Rückraumspieler ab 2009 für AZS-AWFiS Gdańsk, Piotrkowianin Piotrków Trybunalski und MMTS Kwidzyn auf. Seit 2018 spielt er für MKS Kalisz.

### Nationalmannschaft
Mit der polnischen Nationalmannschaft belegte  Pilitowski bei der Europameisterschaft 2020 den 20. Platz, bei der Weltmeisterschaft 2021 den 13. Platz und bei der Europameisterschaft 2022 den 12. Platz. Insgesamt bestritt er mindestens 40 Länderspiele, in denen er 37 Tore erzielte.